# اوگنی پرئوبراژنسکی
اوگنی پرئوبراژنسکی (روسی: Евге́ний Алексе́евич Преображе́нский؛ IPA: [jɪvˈɡʲenʲɪj ɐlʲɪˈksʲejɪvʲɪt͡ɕ prʲɪəbrɐˈʐɛnskʲɪj]؛ ۱۵ فوریه ۱۸۸۶ – ۱۳ فوریه ۱۹۳۷) سیاست‌مدار اهل امپراتوری روسیه بود.